# Rewolwery Colt

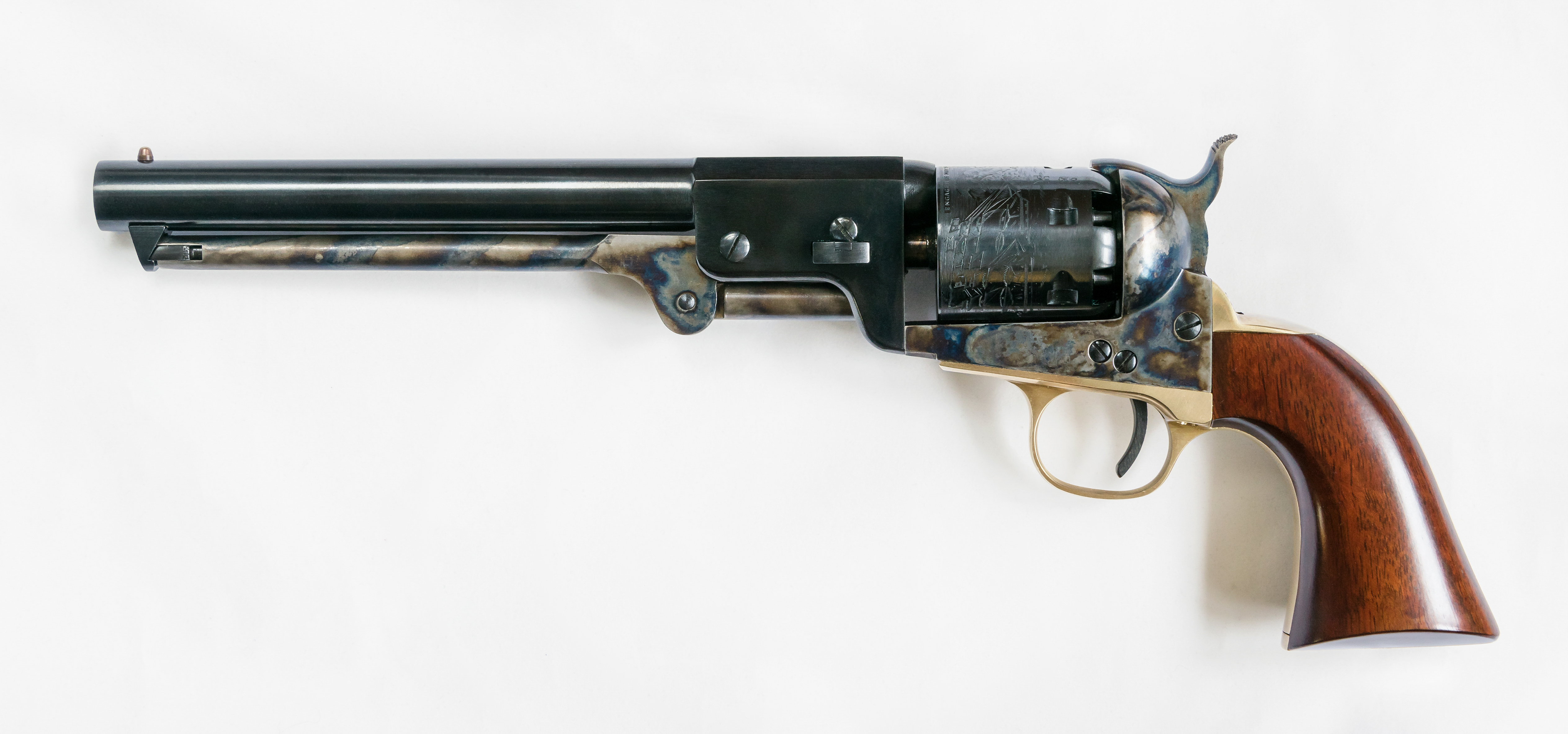
Rewolwer Colt Navy model 1851, replika współczesna

Colt – marka i popularna nazwa ręcznej broni bębenkowej (rewolweru) oraz wielu typów broni palnej.
Nazwa broni pochodzi od nazwiska wynalazcy i przemysłowca Samuela Colta, konstruktora pierwszego udanego wzoru szybkostrzelnego rewolweru kapiszonowego. Najważniejsze cechy prototypowego rewolweru z 1831 zostały opatentowane przez Colta, najpierw w Anglii w 1835, a potem, w 1836, w Stanach Zjednoczonych. Produkcja modelu znanego jako Paterson została rozpoczęta w 1836 w Paterson w stanie New Jersey przez Patent Arms Manufacturing Company – firmę będącą współwłasnością Colta.

## Historia
Samuel Colt jako dziecko usłyszał kiedyś rozmowę dwóch żołnierzy dyskutujących o karabinie dwulufowym i niemożności oddania przez niego więcej niż dwóch strzałów. Zdecydował wtedy, że kiedy podrośnie skonstruuje szybkostrzelną broń. Jako nastolatek został wysłany do szkoły z internatem, gdzie wykonywał eksperymenty pirotechniczne. Rok później przez nieuwagę Colt spowodował pożar, który sprawił, że został on wyrzucony ze szkoły. W odpowiedzi na to, jego ojciec postanowił wysłać go w rejs do Kalkuty, aby na pokładzie statku nauczył się zawodu marynarza. W 1832 roku Samuel wrócił do Stanów Zjednoczonych z pomysłem na nową, ulepszoną wersję rewolweru wiązkowego i jego drewnianym modelem. Jego projekt od innych rewolwerów w tamtym czasie różnił się tym, że pozwalał strzelcowi obracać cylinder poprzez napinanie kurka, który to cylinder następnie był mocno blokowany zapadką w jednej linii z jedną z luf. Stanowiło to wielkie ulepszenie w stosunku do projektów pozostałych pieprzniczek, które wymagały ręcznego obracania luf.
Pierwotnie była to broń na proch czarny. Proces ładowania polegał na nasypaniu odmierzonej dawki prochu do komór w bębenku, zabezpieczeniu go przybitką i wciśnięciu kul oraz nałożeniu kapiszonów. Proces ten trwał około trzech minut, aczkolwiek w literaturze spotyka się informacje o tym, jakoby potrafiono go naładować w czasie poniżej dwóch minut.
Konstrukcja ta była rewolucją na rynku broni palnej, gdyż będące w powszechnym użyciu pistolety oddawały pojedynczy strzał i wymagały ponownego ładowania, co trwało około 20 sekund. Pierwszy egzemplarz, wykonany w domowych warunkach, został zaprezentowany armii Stanów Zjednoczonych, lecz nie spotkał się z zainteresowaniem z jej strony. Prawdopodobnie powodem takiego stanowiska był fakt, iż aby nabić ponownie bębenek trzeba było rozebrać rewolwer, wyjąć go i dopiero ładować. Mimo to wyprodukowano parę tysięcy egzemplarzy tego modelu.
W 1847 Colt uzyskał patent na model z sześciokomorowym bębenkiem. Był on pozbawiony wady poprzedniego modelu, tzn. ładowało się go bez konieczności demontażu rewolweru. Linia rewolwerów Colta była stopniowo rozszerzana o kolejne modele, między innymi kieszonkowy Colt Pocket.
W 1850 opatentowany został model Colt Navy nieznacznie różniący się od opatentowanego wzoru 1847. Został przyjęty na uzbrojenie Marynarki Wojennej Stanów Zjednoczonych w 1851 (M1851).
Rewolwery systemu Colta używane były przez obie strony w czasie wojny secesyjnej.
W Europie rewolwerów tych używali między innymi powstańcy polscy w czasie powstania styczniowego w 1863. Rewolwer systemu Colta przechodził dalszą ewolucję, m.in. zastosowano w nim nabój zespolony i odchylany lub wymienny bębenek, co skróciło proces ładowania.
Współcześnie Colt’s Manufacturing Company jest jednym z większych producentów broni palnej wszelkiego rodzaju. Nadal też jest produkowany rewolwer Colt Single Action Army w prostej linii wywodzący się z XIX-wiecznego pierwowzoru. Z jego produktów korzysta między innymi amerykańska armia i policja. Na potrzeby miłośników starej broni liczne firmy na całym świecie nadal produkują repliki różnych modeli czarnoprochowego rewolweru Colta, a sam producent co pewien czas wypuszcza na rynek kolekcjonerskie repliki z certyfikatem zgodności z oryginałem.
W czerwcu 2015 roku Colt Defense LLC, legendarny amerykański producent broni, złożył wniosek o upadłość.